# 케이크워크

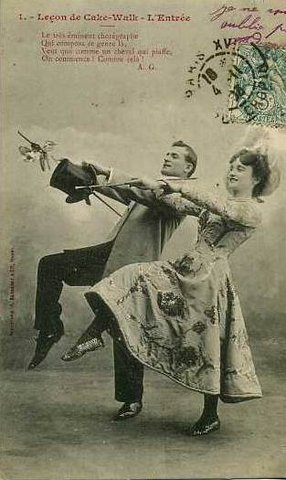
1900년대 케이크워크 레슨.

케이크워크(cakewalk)는 19세기 말 미국 남부 흑인 노예 사이에서 탄생한, "Prize Walks"에서 비롯된 춤의 일종이다. "chalkline-walk", "walk-around"라는 용어도 번갈아 사용된다.
필라델피아에서 열린 1876 센테니얼 전시회에서 오리지널 형태의 댄스 공연이 끝을 맺자, 승리한 커플에게 거대한 크기의 케이크가 수여되었다. 그 뒤로 1890년대까지 예외적으로 남성들에 의해서만 민스트럴 쇼에서 공연되기 시작했다. 여성의 참여가 수반되면서 미국에서 매우 대중화되었다.

## 참고 문헌
- Fletcher, Tom (1984) [1954]. 《One Hundred Years of the Negro in Show Business》. Da Capo Press. ISBN 0306762196. OL 10325447M.